# Zapadni-centralni plateau jezici
Zapadni-centralni plateau jezici, ogranak od (3) centralnih plateau jezika ili dijalekata iz Nigerije. Danas se dva njegova predstavnika koji su bil izdvojeni kako posebni jezici iz matičnog jezika nandu-tari (ndun, danas ahwai) ponovno uklapaju (26. 1. 2009) u isti jezik sada nazivan ndun, ili po najnovijem nazivu ahwai. Ova njegova tri predstavnika bila su: 
- Ndun [nfd], danas se naziva ahwai.
- Nyeng [nfg], povučen 26. 1. 2009
- Shakara [nfk], povučen 26. 1. 2009

Ndun ili nandu-tarijem govorilo je 4,000 ljudi (1973 SIL) na području države Kaduna, područje lokalne samouprave (LGA) Jema'a. Danas ndunskim (u užem smislu) govori 3.000 ljudi (2003 R. Blench), a s ostala dva dialekta 2.000 (Blench 2003) nyeng i 3.000 (Blench 2003) shakara.

## Vanjske poveznice
- Ethnologue (16th)